# Diobelonella palustris
Diobelonella palustris — вид мохів порядку дикранальних (Dicranales).

## Поширення
Батьківщиною є Європа, Північна Америка, Азія.
Вид уникає вапняків і росте в холодних місцях на весняних луках, джерельних болотах або на краях струмків і канав.

## Характеристика
Мох утворює м’які газони розміром до 10 сантиметрів від жовтувато-зеленого до зеленого забарвлення. Рідко загнуті назад листки звужені від прямовисної широкої основи до тупого кінчика, плоскі й цілокраї з часто гофрованим кінчиком листка, мають тонке ребро, що закінчується перед кінчиком листка, і подовжені прямокутні клітини листка. Червона коробочкова ніжка має довжину до 3 сантиметрів, спорова коробочка з високою спинкою, яйцеподібної форми, похила. Вид дводомний. Часто утворюються ризоїдні гемми.